# 森星いまり
森星 いまり（もりほし いまり、1996年5月16日 - ）は、日本のAV女優。GREEN所属。

## 略歴・人物
秋田県出身。2015年12月にデビューしたショートカットでボーイッシュなロリ系AV女優で、2014年に引退したAV女優・一之瀬すずの妹とされている。
趣味はスケボー・イラスト、特技はバスケ・料理・ピアノ。

## 出演作品

### アダルトDVD
2015年
- 一之瀬すずのガチ妹。 AVデビュー。（12月1日、ミニマム）

2016年
- ママは知らない… 思春期の娘とパパの歪んだ愛の日常。（1月1日、ミニマム）
- 本物中出し 初解禁。 寝取られた最愛の娘。（2月1日、ミニマム）
- 低身長の女の子と楽しめる。大人気の添い寝屋リフレ。（3月1日、ミニマム）
- 「妊娠しても構いません…大量の精子を膣奥に流し込んでください!」 SNSに自ら投稿して中出し志願 大学では目立たない地味な女の子が複数チ○ポに堕ちて自ら精飲までも懇願する ショートカットの似合うA大学サッカー部マネージャー 石川県金沢市出身 いまり(仮) 19才 Eカップ（3月17日、SODクリエイト）
- 私、いつも淫乱な事ばっかり考えてる… 大きくて硬いアレで子宮を思いっきりえぐられるように突き立てられて…犯されて… そして、孕んじゃうなんて関係なしに、白くて熱いモノを中に出されちゃうの…（3月13日、オーロラプロジェクト）
- 朝から晩まで中出しセックス 21（3月17日、アイエナジー）
- 制服美少女と性交（4月1日、ドリームチケット）
- 友達と始めた軽はずみな出会い。 しずくといまり（4月1日、ミニマム）
- 父・祖父のすぐ側でイタズラされても抵抗出来ない 男湯ギリギリOK娘（4月1日、DOC）
- 妄想アイテム究極進化シリーズ 掟破り 番外編 時間が止まる腕時計で無反応だった女が生ハメしたら突然痙攣絶頂! 中出しをせがまれ時間も止まらなくなった!（4月7日、ROCKET）
- レズビアンに囚われた女潜入捜査官 〜ここまで来た…JKビジネスの新手口編〜（4月7日、ビビアン）
- お金の為だと割り切って友達だけどSEXして下さい!! JK編（4月9日、DOC）
- 幼なじみ→その妹→姉→母親までも! 突然の挿入で声もだせず家の中に潜む童貞少年に連続でハメられまくった巨乳家族（4月21日、ナチュラルハイ）
- 無防備団地少女わいせつ投稿映像（4月22日、I.B.WORKS）
- 連れ子のいまりちゃん（4月25日、禁断の果実）
- 妹が我が家で開催したクラス会 まるごと全員に種くばり（5月1日、ZUKKON/BAKKON）
- 連れ子の性教育はパパにまかせなさい!（5月5日、グローリークエスト）
- マジックミラー号 ゲレンデで見つけた卒業旅行中の友達同士の男女が「素股マッサージ」体験 初めて触れ合うチ○ポとマ○コは火が付いて、そのまま生挿入真正中出し!（5月12日、SODクリエイト）
- バス占拠痴漢 〜車内を乗っ取られ欲望のまま凌辱される女たち〜（5月12日、ナチュラルハイ）
- 気持ちよすぎて男は動けない痙攣騎乗位! 変態上司のJK娘を犯したら父親譲りのエロ才能をもつ腰ふり好きな逸材だった（5月12日、ナチュラルハイ）
- バス占拠痴漢 〜車内を乗っ取られ欲望のまま凌辱される女たち〜（5月12日、ナチュラルハイ）
- 巨乳女子大生限定! 「固定バイブモデル」のアルバイトに挑戦! 水着撮影会でカメラに向かってハレンチなポーズを要求され濡れだしたおま○こにうねりの止まらないバイブを挿入!大勢の男性の前に放置され感じても動けない状況なのに我慢できず痙攣イキが止まらない!（5月12日、ディープス）
- ロリコン家庭教師による少女わいせつ投稿映像（5月27日、I.B.WORKS）
- 性欲処理専門 セックス外来医院 12 ファン感謝祭2016 2枚組6時間スペシャル（6月9日、SODクリエイト）
- 本当はおちんちん入れたいけど…レズりだした姉妹JKのクンニ尻に思わず即ハメ! そしたら…おっぴろげ挿入待ちポーズで何度も交代3Pに!!（6月9日、ナチュラルハイ）
- 着エロ撮影が一転中出し処女デビュー（6月9日、親父の個撮）
- 思春期の教え子たちといつでもどこでも中出しできる子作り学校（6月25日、本中）
- SUPER JUICY AWABI GODDESS No.1 拷問される美少女 聖絶頂狂気神（7月7日、Baby Entertainment）
- うちの娘にかぎって… 「お父さんも好きだけどでも…」泣きそうな顔でそう言うと僕の娘は間男(せんせい)にカラダを許した 【寝取られ】女子校生中出し【NTR】いまり（7月25日、ビッグモーカル）
- 照れるほど見つめられるフェラチオ 4（9月2日、ドリームチケット）
- すずといまり 本物姉妹見比べ全タイトルベスト（10月1日、ミニマム）※総集編

2017年
- サセ神さまが来た! おじさん家泊めて/// 【地味巨乳】寝取り中出し【メガネっ子】（1月27日、TMA）